# 1-fenylethanol
1-Fenylethanol je organická sloučenina se vzorcem C6H5CH(OH)CH3; jedná se o jeden z nejdostupnějších chirálních alkoholů.
Fenylethanol je meziprodutem metabolismu u myší. Vyskytuje se také v rostlinách, jako jsou čekanka listová a Castanopsis cuspidata.

## Výskyt
1-Fenylethanol se v přírodě objevouje jako glykosid, společně s odpovídající hydrolázou β-primeverosidázou, v čajovníku čínském a řadě dalších rostlin.

## Příprava
Racemický 1-fenylethanol se získává redukcí acetofenonu borohydridem sodným nebo reakcí benzaldehydu s methylmagnesiumchloridem nebo podobným organokovovým činidlem.
Asymetrická hydrogenace acetofenonu (5 MPa H2, pokojová teplota, reakční doba několik minut) za přítomnosti Nojoriových katalyzátorů probíhá kvantitativně, s enantiomerním přebytkem přes 99 %.
Organické oxidační činidlo ethylbenzenhydroperoxid se při reakcích redukuje na 1-fenylethanol. Při epoxidaci propenu vytváří také propylenoxid, a má využití pro výrobu styrenu.

## Využití
V posledním kroku PO/SM procesu se 1-fenylethanol dehydratuje za vzniku styrenu, podobně jako se dehydratací řady dalších alkoholů vytvářejí alkeny; tento postup má ale menší význam než přímá dehydrogenace ethylbenzenu.